# Walckenaeria placida
Espèce
Synonymes
- Cornicularia placida Banks, 1892

Walckenaeria placida est une espèce d'araignées aranéomorphes de la famille des Linyphiidae.

## Distribution
Cette espèce est endémique des États-Unis. Elle se rencontre dans l'État de New York et au Maine.

## Description
La femelle décrite par Millidge en 1983 mesure 2,0 mm.

## Publication originale
- Banks, 1892 : The spider fauna of the Upper Cayuga Lake Basin. Proceedings of the Academy of Natural Sciences of Philadelphia, vol. 1892, p. 11-81 (texte intégral).